# EPrix de Mônaco de 2021
O ePrix de Mônaco de 2021 foi uma corrida realizada no dia 8 de maio de 2021, sendo a sétima etapa do campeonato mundial de 2021 da Fórmula E, categoria de monopostos totalmente elétricos regulada pela Federação Internacional de Automobilismo (FIA). Foi realizada no Circuito de Mônaco, na cidade de Monte Carlo, Mônaco.

## Qualificação
| Fase de grupos | Fase de grupos | Fase de grupos | Fase de grupos | Fase de grupos | Fase de grupos | Fase de grupos |
| -------------- | -------------- | -------------- | -------------- | -------------- | -------------- | -------------- |
| Grupo 1        | DEV (1)        | VAN (2)        | BIR (3)        | FRI (4)        | EVA (5)        | RAS (6)        |
| Grupo 2        | JEV (7)        | DEN (8)        | MOR (9)        | WEH (10)       | MUL (11)       | ROW (12)       |
| Grupo 3        | SIM (13)       | DAC (14)       | LYN (15)       | LOT (16)       | CAS (17)       | TUR (18)       |
| Grupo 4        | DIG (19)       | SET (20)       | GUE (21)       | BUE (22)       | NAT (23)       | BLO (24)       |

| Pos    | Nº | Piloto                 | Equipe                    | FG       | SP       | Grid |
| ------ | -- | ---------------------- | ------------------------- | -------- | -------- | ---- |
| 1      | 13 | António Félix da Costa | DS Techeetah              | 1.31.832 | 1:31.317 | 1    |
| 2      | 4  | Robin Frijns           | Envision Virgin Racing    | 1:31.638 | 1:31.329 | 2    |
| 3      | 20 | Mitch Evans            | Jaguar                    | 1:31.772 | 1:31.368 | 3    |
| 4      | 25 | Jean-Éric Vergne       | DS Techeetah              | 1:31.839 | 1:31.376 | 4    |
| 5      | 28 | Maximilian Günther     | BMW i Andretti Motorsport | 1:31.817 | 1:32.039 | 5    |
| 6      | 22 | Oliver Rowland         | Nissan e.dams             | 1:31.850 | S/Tempo1 | 6    |
| 7      | 37 | Nick Cassidy           | Envision Virgin Racing    | 1:31.853 | —        | 7    |
| 8      | 99 | Pascal Wehrlein        | Porsche                   | 1:31.900 | —        | 8    |
| 9      | 94 | Alex Lynn              | Mahindra                  | 1:31.952 | —        | 9    |
| 10     | 71 | Norman Nato            | Venturi Racing            | 1:31.964 | —        | 122  |
| 11     | 33 | René Rast              | Audi Sport ABT Schaeffler | 1.32.125 | —        | 10   |
| 12     | 29 | Alexander Sims         | Mahindra                  | 1.32.146 | —        | 11   |
| 13     | 23 | Sébastien Buemi        | Nissan e.dams             | 1:32.209 | —        | 13   |
| 14     | 27 | Jake Dennis            | BMW i Andretti Motorsport | 1:32.247 | —        | 14   |
| 15     | 5  | Stoffel Vandoorne      | Mercedes                  | 1:32.277 | —        | 15   |
| 16     | 10 | Sam Bird               | Jaguar                    | 1:32.281 | —        | 16   |
| 17     | 11 | Lucas di Grassi        | Audi Sport ABT Schaeffler | 1:32.303 | —        | 17   |
| 18     | 48 | Edoardo Mortara        | Venturi Racing            | 1:32.329 | —        | 18   |
| 19     | 36 | André Lotterer         | Porsche                   | 1:32.339 | —        | 19   |
| 20     | 6  | Nico Müller            | Dragon Penske             | 1:32.344 | —        | 20   |
| 21     | 88 | Tom Blomqvist          | NIO                       | 1:32.630 | —        | 21   |
| 22     | 8  | Oliver Turvey          | NIO                       | 1:32.631 | —        | 22   |
| 23     | 17 | Nyck de Vries          | Mercedes                  | 1:33.070 | —        | 243  |
| 24     | 7  | Sérgio Sette Câmara    | Dragon Penske             | S/Tempo  | —        | 23   |
| Fonte: |    |                        |                           |          |          |      |

Notas:
- ↑1  – O tempo de Oliver Rowland (Nissan e.dams) foi cancelado por sair do pit lane com uma luz vermelha.[3]
- ↑2  – Norman Nato (Venturi Racing) recebeu uma punição de duas posições no grid por não respeitar as bandeiras amarelas durante os treinos livres.[4]
- ↑3  – Nyck de Vries (Mercedes) recebeu uma punição de 40 posições no grid por trocar a caixa de energia e a caixa de velocidades antes da corrida.[5]

## Corrida
| Pos                                                                    | Nº | Piloto                 | Equipe                    | Voltas | Tempo/Retirada | Grid | Pontos |
| ---------------------------------------------------------------------- | -- | ---------------------- | ------------------------- | ------ | -------------- | ---- | ------ |
| 1                                                                      | 13 | António Félix da Costa | DS Techeetah              | 26     | 47:20.697      | 1    | 25+3   |
| 2                                                                      | 4  | Robin Frijns           | Envision Virgin Racing    | 26     | +2.848         | 2    | 18+1   |
| 3                                                                      | 20 | Mitch Evans            | Jaguar                    | 26     | +2.872         | 3    | 15     |
| 4                                                                      | 25 | Jean-Éric Vergne       | DS Techeetah              | 26     | +3.120         | 4    | 12+1   |
| 5                                                                      | 28 | Maximilian Günther     | BMW i Andretti Motorsport | 26     | +3.270         | 5    | 10     |
| 6                                                                      | 22 | Oliver Rowland         | Nissan e.dams             | 26     | +3.865         | 6    | 8      |
| 7                                                                      | 10 | Sam Bird               | Jaguar                    | 26     | +4.150         | 16   | 6      |
| 8                                                                      | 37 | Nick Cassidy           | Envision Virgin Racing    | 26     | +4.752         | 7    | 4      |
| 9                                                                      | 94 | Alex Lynn              | Mahindra                  | 26     | +5.759         | 9    | 2      |
| 10                                                                     | 11 | Lucas di Grassi        | Audi Sport ABT Schaeffler | 26     | +6.225         | 17   | 1      |
| 11                                                                     | 23 | Sébastien Buemi        | Nissan e.dams             | 26     | +6.567         | 13   |        |
| 12                                                                     | 48 | Edoardo Mortara        | Venturi Racing            | 26     | +7.097         | 18   |        |
| 13                                                                     | 71 | Norman Nato            | Venturi Racing            | 26     | +8.507         | 12   |        |
| 14                                                                     | 88 | Tom Blomqvist          | NIO                       | 26     | +9.240         | 21   |        |
| 15                                                                     | 7  | Sérgio Sette Câmara    | Dragon Penske             | 26     | +9.499         | 23   |        |
| 16                                                                     | 27 | Jake Dennis            | BMW i Andretti Motorsport | 26     | +9.822         | 14   |        |
| 17                                                                     | 36 | André Lotterer         | Porsche                   | 26     | +10.5034       | 19   |        |
| 18                                                                     | 6  | Nico Müller            | Dragon Penske             | 26     | +11.450        | 20   |        |
| 19                                                                     | 8  | Oliver Turvey          | NIO                       | 26     | +12.067        | 22   |        |
| Ret                                                                    | 17 | Nyck de Vries          | Mercedes                  | 23     | Elétrica       | 24   |        |
| Ret                                                                    | 5  | Stoffel Vandoorne      | Mercedes                  | 21     | Colisão        | 15   |        |
| Ret                                                                    | 99 | Pascal Wehrlein        | Porsche                   | 21     | Colisão        | 8    |        |
| Ret                                                                    | 33 | René Rast              | Audi Sport ABT Schaeffler | 18     | Acidente       | 10   |        |
| Ret                                                                    | 29 | Alex Sims              | Mahindra                  | 0      | Colisão        | 11   |        |
| Volta mais rápida: Stoffel Vandoorne (Mercedes) – 1:34.428 na volta 17 |    |                        |                           |        |                |      |        |
| Fonte:                                                                 |    |                        |                           |        |                |      |        |

- ↑4  – André Lotterer recebeu uam punição de 5 segundos após a corrida por causar uma colisão.[7]

## Classificação do campeonato após a corrida
Apenas as cinco primeiras posições estão representadas.
| Pos | Piloto                 | Pontos | Var |
| --- | ---------------------- | ------ | --- |
| 1   | Robin Frijns           | 61     | 3   |
| 2   | Nyck de Vries          | 57     | 1   |
| 3   | Mitch Evans            | 54     | 2   |
| 4   | António Félix da Costa | 52     | 10  |
| 5   | Sam Bird               | 49     | 2   |

| Pos | Equipe        | Pontos | Var |
| --- | ------------- | ------ | --- |
| 1   | Mercedes EQ   | 105    | 0   |
| 2   | Jaguar Racing | 82     | 0   |
| 3   | Virgin Racing | 58     | 0   |
| 4   | DS Techeetah  | 57     | 0   |
| 5   | Audi ABT      | 52     | 0   |